# Bootle, Cumbria
Bootle är en by och en civil parish i i Cumbria i England. Byn hör historiskt till Cumberland och ligger i Lake District National Park och ligger nära Irländska sjökusten. Orten har 745 invånare (2001). Den har en kyrka.